# Hofstetten (Bade-Wurtemberg)
Pour les articles homonymes, voir Hofstetten.
Hofstetten est une commune de Bade-Wurtemberg (Allemagne), située dans l'arrondissement de l'Ortenau, dans le district de Fribourg-en-Brisgau.